# FlexFab
FlexFab de son nom complet Pablo Fernandez est un compositeur, auteur interprète et ingénieur du son Suisse de musique électronique.

## Biographie
En 2008, il fait ses débuts dans le monde du sampling et de la production musicale[réf. nécessaire].
C’est en 2011, diplômé d’unbrevet fédéral de technicien du son, que FlexFab sort son premier projet 12 titres intitulé “Flex Sunday”. C’est à cette période, influencé par la scène beatmaker de L.A et plus précisément celle gravitant autour des soirées avant-gardistes “Low end theory”, que FlexFab commence à s’éloigner des productions purement réservées aux rappeurs. Il enrichit ses compositions avec de plus en plus de musique électronique, s’affranchissant ainsi des codes du milieu rap puriste.
En 2014, son premier album solo intitulé«Manoir» sort sur le label Feelin’ music. Il allie des compositions mélangeant des éléments organiques métissés et des sons électroniques, accompagné d’une esthétique visuelle très prononcée qu’il déploie durant ses performances live.
En été 2015, il se produit pour la première fois en solo sur scène. Il est invité à jouer au Paléo Festival Nyon et au Montreux Jazz Festival.
Il remporte la même année plusieurs Awards dont notamment celui du meilleur artiste de l’année et meilleur morceau dans la catégorie Electronic aux M4music à Zurich, Award du meilleur artiste émergent etfinaliste dans la catégorie “best act” aux Swiss music awards.
Durant les années qui suivent, FlexFab s'exporte à l’international en cumulant plusieurs millions d’écoutes sur youtube. Il est invité à se produire dans une centaine de clubs et festivals à travers le monde, dont les capitales Tokyo, Séoul, Shanghai, Belgrade, Ph-nom Penh, Saigon, Bogota, Lima, Quito, Nairobi, Amsterdam, Dublin, Berlin, Bruxelles et Paris.
FlexFab fait rapidement le choix de sortir toute sa musique en indépendant. S’ensuivent plusieurs projets musicaux dont des compositions pour des pièces de théâtre, la création de l’identité sonore de la radio nationale Couleur 3, une collaboration avec un orchestre symphonique, ainsi que divers projets pluri-disciplinaires dont notamment un en réalité virtuelle qui sera retenu en sélection officielle auSundance festival aux États-Unis.
En 2019 sort son deuxième album intitulé«Ex-Voto» qui confirme sa volonté de mélanger et de mettre en valeur des genres musicaux de divers horizons. «Ex-Voto» fait la part belle aux collaborations locales et internationales. On y retrouve divers artistes dont la chanteuse malaisienne The Venopian Solitude, le groupe sud africain Batuk, le musicien égyptien Rozzma ou encore le producteur suisse Sim Citizen.
Dès ses débuts, son univers visuel prend une part importante dans son travail artistique.Il utilise notamment les travaux deJeanne Odette et Claudévard, ses grands-parents; un héritage artistique qui prend une place prépondérante dans son identité visuelle. De par ses tournées et sa visibilité grandissante, il est amené de plus en plus à s’exporter et ainsi collaborer avec des artistes à travers le globe. En 2019, il est invité à Nairobi par le collectif FLEE pour y rencontrer et créer en quelques semaines un disque avec des artistes kényans. Il s’ensuit une tournée en Afrique de l’Est durant laquelle il donne un concert dans la ville côtière de Kilifi, où il fait la rencontre sur scène de l’artiste Ziller Bas.C’est finalement en 2020 que FlexFab & Ziller Bas unissent leur force pour mettre sur pied le projet MUGOGO!

## Discographie

### Œuvres et créations musicale (sélection)
- 2012 -[14]Théâtre Electronic City (THUNE) Mise en scène Sandra Amodio
- 2013 -[15]Théâtre Roméo et Juliette (THUNE) Mise en scène Sandra Amodio
- 2014 - Création Bande sonore pour défilé de mode école d’art EAA
- 2014 -[16]Théâtre Sandra qui? (Création pour La Bâtie)
- 2015 -[17]Théâtre Une Eneide (Création TPR) Mise en scène Sandra Amodio
- 2016 -[18]Sound design pour VR installation (Maria Guta & POV paper)
- 2016 -[19]Création Théâtre La transformation (Umbau)
- 2016 -[20]Création pour VR installation Bucharest (Fragment.in & Maria Guta)
- 2017 -[5]Création du nouvel habillage sonore du Couleur 3
- 2017 -[6]Création pour l'ensemble symphonique de Neuchâtel
- 2017 -[21] clip "Places"
- 2018 -[22]Création pour magazine L'officiel Paris
- 2018 - Théâtre Olten 1918.ch pour représenter le canton de Neuchâtel
- 2018 - Vidéo Clip "Dazzle"
- 2020 - Création pour Maria Guta "Beauty Lies"
- 2020 - Création pour "The Soothsayings of Iris!"
- 2020 -[23]"Mugogo! Rising" Film documentaire
- 2020 -[24]Composition "2020" Cee-roo
- 2021 -[25]Théâtre création l'homme de podolsk
- 2021 -[26]Création - Arcades - Circo Bello
- 2021 - Sound design et composition pour Jaeger Lecoultre
- 2021 - Sound design et composition pour Omega J.O Tokyo
- 2022 -[27]Création pour chorale et musique électronique: S.C.A.T